# Scared to Be Lonely
Scared to Be Lonely is een nummer van de Nederlandse dj Martin Garrix uit 2017, ingezongen door de Britse zangeres Dua Lipa. Garrix liet het nummer voor het eerst horen op het AVA Festival 2017 in Myanmar.
Op 7 april 2017 kwam er een akoestische versie van het nummer, met videoclip.

## Achtergrondinformatie

### Artwork
De artwork van de single werd op 19 januari 2017 online gezet. Op de cover staan de twee artiesten samen naast elkaar in een mooi landschap. Garrix staat rechts, Lipa links en beiden kijken ze naar elkaar. De cover lijkt goed op die van In the Name of Love, de vorige single van de Nederlandse producer met Bebe Rexha.

### Videoclip
De videoclip voor "Scared to Be Lonely" werd geregisseerd door Blake Claridge en opgenomen in het Schotse Dumfries and Galloway, bij een 19e-eeuws landhuis. De clip toont Martin Garrix in een weids, mistig landschap, terwijl hij herinneringen ophaalt aan een stukgelopen relatie. Dua Lipa zingt haar delen in een donker bos met een fel licht achter zich. Het contrast tussen heden en verleden wordt versterkt door verschillende beeldverhoudingen. Er werd gebruikgemaakt van drones om de sfeer van afstand en eenzaamheid te benadrukken.

### Live Performances
Dua Lipa en Martin Garrix brachten Scared to Be Lonely op 22 maart 2017 live op televisie tijdens The Tonight Show Starring Jimmy Fallon. Kort daarna traden ze ook samen op tijdens Garrix’ set op het Coachella Festival. Lipa zong het nummer op 9 december 2017 tijdens Capital FM’s Jingle Bell Ball en nam het op in de setlist van haar the Self-Titled Tour (2017–2018).
Op 5 juni 2025 verraste ze het publiek in de Ziggo Dome door het nummer als surprise song te brengen tijdens de tweede Amsterdamse show van haar Radical Optimism Tour.

### Succes
Het nummer stond op de 4e positie in de Nederlandse Top 40 en op de 10e in de Vlaamse Ultratop 50. Ook buiten het Nederlandse taalgebied is het nummer succesvol, in Lipa's thuisland Groot-Brittannië haalde het bijvoorbeeld de 14e positie.
In de Nederlandse Single Top 100 piekte het op nummer 3 en bleef het maar liefst 32 weken in de lijst staan. Op de Dutch Dance Top 30 bereikte het de eerste plaats en bleef daar in totaal 74 weken genoteerd. In 2018 werd het nummer in Nederland bekroond met drie keer platina voor 120.000 verkochte eenheden.
In het Verenigd Koninkrijk stond het 22 weken in de hitlijst en behaalde het dubbel platina. In de Verenigde Staten bereikte het nummer de 76e plaats in de Billboard Hot 100 en werd het eveneens dubbel platina gecertificeerd. Wereldwijd was Scared to Be Lonely een hit, met top 10-noteringen in onder meer Duitsland, Zweden, Zwitserland, Noorwegen en Nieuw-Zeeland. Het kreeg meerdere platina- en diamanten onderscheidingen, waaronder diamanten platen in Frankrijk en Mexico.

## Tracklist
| Nr. | Titel               | Duur |
| --- | ------------------- | ---- |
| 1.  | Scared to be Lonely | 3:40 |

| Nr. | Titel                                  | Duur |
| --- | -------------------------------------- | ---- |
| 1.  | Scared to be Lonely (acoustic version) | 4:17 |

## Hitnoteringen

### Nederlandse Top 40
| Hitnotering: 04-02-2017 t/m 24-06-2017 | Hitnotering: 04-02-2017 t/m 24-06-2017 | Hitnotering: 04-02-2017 t/m 24-06-2017 | Hitnotering: 04-02-2017 t/m 24-06-2017 | Hitnotering: 04-02-2017 t/m 24-06-2017 | Hitnotering: 04-02-2017 t/m 24-06-2017 | Hitnotering: 04-02-2017 t/m 24-06-2017 | Hitnotering: 04-02-2017 t/m 24-06-2017 | Hitnotering: 04-02-2017 t/m 24-06-2017 | Hitnotering: 04-02-2017 t/m 24-06-2017 | Hitnotering: 04-02-2017 t/m 24-06-2017 | Hitnotering: 04-02-2017 t/m 24-06-2017 | Hitnotering: 04-02-2017 t/m 24-06-2017 | Hitnotering: 04-02-2017 t/m 24-06-2017 | Hitnotering: 04-02-2017 t/m 24-06-2017 | Hitnotering: 04-02-2017 t/m 24-06-2017 | Hitnotering: 04-02-2017 t/m 24-06-2017 | Hitnotering: 04-02-2017 t/m 24-06-2017 | Hitnotering: 04-02-2017 t/m 24-06-2017 | Hitnotering: 04-02-2017 t/m 24-06-2017 | Hitnotering: 04-02-2017 t/m 24-06-2017 | Hitnotering: 04-02-2017 t/m 24-06-2017 | Hitnotering: 04-02-2017 t/m 24-06-2017 |
| Week:                                  | 1                                      | 2                                      | 3                                      | 4                                      | 5                                      | 6                                      | 7                                      | 8                                      | 9                                      | 10                                     | 11                                     | 12                                     | 13                                     | 14                                     | 15                                     | 16                                     | 17                                     | 18                                     | 19                                     | 20                                     | 21                                     |                                        |
| -------------------------------------- | -------------------------------------- | -------------------------------------- | -------------------------------------- | -------------------------------------- | -------------------------------------- | -------------------------------------- | -------------------------------------- | -------------------------------------- | -------------------------------------- | -------------------------------------- | -------------------------------------- | -------------------------------------- | -------------------------------------- | -------------------------------------- | -------------------------------------- | -------------------------------------- | -------------------------------------- | -------------------------------------- | -------------------------------------- | -------------------------------------- | -------------------------------------- | -------------------------------------- |
| Positie:                               | 29                                     | 8                                      | 7                                      | 4                                      | 3                                      | 2                                      | 3                                      | 3                                      | 3                                      | 5                                      | 5                                      | 6                                      | 10                                     | 11                                     | 15                                     | 16                                     | 18                                     | 21                                     | 25                                     | 32                                     | 39                                     | Uit                                    |

### NederlandseSingle Top 100
| Hitnotering: (Week 1 t/m 31) 04-02-2017 t/m 02-09-2017 Hitnotering: (Week 32) 23-09-2017 | Hitnotering: (Week 1 t/m 31) 04-02-2017 t/m 02-09-2017 Hitnotering: (Week 32) 23-09-2017 | Hitnotering: (Week 1 t/m 31) 04-02-2017 t/m 02-09-2017 Hitnotering: (Week 32) 23-09-2017 | Hitnotering: (Week 1 t/m 31) 04-02-2017 t/m 02-09-2017 Hitnotering: (Week 32) 23-09-2017 | Hitnotering: (Week 1 t/m 31) 04-02-2017 t/m 02-09-2017 Hitnotering: (Week 32) 23-09-2017 | Hitnotering: (Week 1 t/m 31) 04-02-2017 t/m 02-09-2017 Hitnotering: (Week 32) 23-09-2017 | Hitnotering: (Week 1 t/m 31) 04-02-2017 t/m 02-09-2017 Hitnotering: (Week 32) 23-09-2017 | Hitnotering: (Week 1 t/m 31) 04-02-2017 t/m 02-09-2017 Hitnotering: (Week 32) 23-09-2017 | Hitnotering: (Week 1 t/m 31) 04-02-2017 t/m 02-09-2017 Hitnotering: (Week 32) 23-09-2017 | Hitnotering: (Week 1 t/m 31) 04-02-2017 t/m 02-09-2017 Hitnotering: (Week 32) 23-09-2017 | Hitnotering: (Week 1 t/m 31) 04-02-2017 t/m 02-09-2017 Hitnotering: (Week 32) 23-09-2017 | Hitnotering: (Week 1 t/m 31) 04-02-2017 t/m 02-09-2017 Hitnotering: (Week 32) 23-09-2017 | Hitnotering: (Week 1 t/m 31) 04-02-2017 t/m 02-09-2017 Hitnotering: (Week 32) 23-09-2017 | Hitnotering: (Week 1 t/m 31) 04-02-2017 t/m 02-09-2017 Hitnotering: (Week 32) 23-09-2017 | Hitnotering: (Week 1 t/m 31) 04-02-2017 t/m 02-09-2017 Hitnotering: (Week 32) 23-09-2017 | Hitnotering: (Week 1 t/m 31) 04-02-2017 t/m 02-09-2017 Hitnotering: (Week 32) 23-09-2017 | Hitnotering: (Week 1 t/m 31) 04-02-2017 t/m 02-09-2017 Hitnotering: (Week 32) 23-09-2017 | Hitnotering: (Week 1 t/m 31) 04-02-2017 t/m 02-09-2017 Hitnotering: (Week 32) 23-09-2017 | Hitnotering: (Week 1 t/m 31) 04-02-2017 t/m 02-09-2017 Hitnotering: (Week 32) 23-09-2017 | Hitnotering: (Week 1 t/m 31) 04-02-2017 t/m 02-09-2017 Hitnotering: (Week 32) 23-09-2017 | Hitnotering: (Week 1 t/m 31) 04-02-2017 t/m 02-09-2017 Hitnotering: (Week 32) 23-09-2017 |
| Week:                                                                                    | 1                                                                                        | 2                                                                                        | 3                                                                                        | 4                                                                                        | 5                                                                                        | 6                                                                                        | 7                                                                                        | 8                                                                                        | 9                                                                                        | 10                                                                                       | 11                                                                                       | 12                                                                                       | 13                                                                                       | 14                                                                                       | 15                                                                                       | 16                                                                                       | 17                                                                                       | 18                                                                                       | 19                                                                                       | 20                                                                                       |
| ---------------------------------------------------------------------------------------- | ---------------------------------------------------------------------------------------- | ---------------------------------------------------------------------------------------- | ---------------------------------------------------------------------------------------- | ---------------------------------------------------------------------------------------- | ---------------------------------------------------------------------------------------- | ---------------------------------------------------------------------------------------- | ---------------------------------------------------------------------------------------- | ---------------------------------------------------------------------------------------- | ---------------------------------------------------------------------------------------- | ---------------------------------------------------------------------------------------- | ---------------------------------------------------------------------------------------- | ---------------------------------------------------------------------------------------- | ---------------------------------------------------------------------------------------- | ---------------------------------------------------------------------------------------- | ---------------------------------------------------------------------------------------- | ---------------------------------------------------------------------------------------- | ---------------------------------------------------------------------------------------- | ---------------------------------------------------------------------------------------- | ---------------------------------------------------------------------------------------- | ---------------------------------------------------------------------------------------- |
| Positie:                                                                                 | 5                                                                                        | 8                                                                                        | 3                                                                                        | 3                                                                                        | 5                                                                                        | 7                                                                                        | 7                                                                                        | 18                                                                                       | 10                                                                                       | 15                                                                                       | 14                                                                                       | 14                                                                                       | 15                                                                                       | 12                                                                                       | 15                                                                                       | 17                                                                                       | 20                                                                                       | 28                                                                                       | 24                                                                                       | 37                                                                                       |
| Week:                                                                                    | 21                                                                                       | 22                                                                                       | 23                                                                                       | 24                                                                                       | 25                                                                                       | 26                                                                                       | 27                                                                                       | 28                                                                                       | 29                                                                                       | 30                                                                                       | 31                                                                                       |                                                                                          | 32                                                                                       |                                                                                          |                                                                                          |                                                                                          |                                                                                          |                                                                                          |                                                                                          |                                                                                          |
| Positie:                                                                                 | 34                                                                                       | 55                                                                                       | 68                                                                                       | 59                                                                                       | 59                                                                                       | 62                                                                                       | 62                                                                                       | 66                                                                                       | 71                                                                                       | 77                                                                                       | 91                                                                                       | uit                                                                                      | 99                                                                                       | uit                                                                                      |                                                                                          |                                                                                          |                                                                                          |                                                                                          |                                                                                          |                                                                                          |

### NederlandseMega Top 50
| Hitnotering: 04-02-2017 t/m 08-07-2017 | Hitnotering: 04-02-2017 t/m 08-07-2017 | Hitnotering: 04-02-2017 t/m 08-07-2017 | Hitnotering: 04-02-2017 t/m 08-07-2017 | Hitnotering: 04-02-2017 t/m 08-07-2017 | Hitnotering: 04-02-2017 t/m 08-07-2017 | Hitnotering: 04-02-2017 t/m 08-07-2017 | Hitnotering: 04-02-2017 t/m 08-07-2017 | Hitnotering: 04-02-2017 t/m 08-07-2017 | Hitnotering: 04-02-2017 t/m 08-07-2017 | Hitnotering: 04-02-2017 t/m 08-07-2017 | Hitnotering: 04-02-2017 t/m 08-07-2017 | Hitnotering: 04-02-2017 t/m 08-07-2017 | Hitnotering: 04-02-2017 t/m 08-07-2017 | Hitnotering: 04-02-2017 t/m 08-07-2017 | Hitnotering: 04-02-2017 t/m 08-07-2017 | Hitnotering: 04-02-2017 t/m 08-07-2017 | Hitnotering: 04-02-2017 t/m 08-07-2017 | Hitnotering: 04-02-2017 t/m 08-07-2017 | Hitnotering: 04-02-2017 t/m 08-07-2017 | Hitnotering: 04-02-2017 t/m 08-07-2017 |
| Week:                                  | 1                                      | 2                                      | 3                                      | 4                                      | 5                                      | 6                                      | 7                                      | 8                                      | 9                                      | 10                                     | 11                                     | 12                                     | 13                                     | 14                                     | 15                                     | 16                                     | 17                                     | 18                                     | 19                                     | 20                                     |
| -------------------------------------- | -------------------------------------- | -------------------------------------- | -------------------------------------- | -------------------------------------- | -------------------------------------- | -------------------------------------- | -------------------------------------- | -------------------------------------- | -------------------------------------- | -------------------------------------- | -------------------------------------- | -------------------------------------- | -------------------------------------- | -------------------------------------- | -------------------------------------- | -------------------------------------- | -------------------------------------- | -------------------------------------- | -------------------------------------- | -------------------------------------- |
| Positie:                               | 9                                      | 4                                      | 7                                      | 3                                      | 4                                      | 5                                      | 7                                      | 4                                      | 9                                      | 7                                      | 5                                      | 8                                      | 9                                      | 8                                      | 6                                      | 10                                     | 20                                     | 32                                     | 33                                     | 43                                     |
| Week:                                  | 21                                     | 22                                     | 23                                     |                                        |                                        |                                        |                                        |                                        |                                        |                                        |                                        |                                        |                                        |                                        |                                        |                                        |                                        |                                        |                                        |                                        |
| Positie:                               | 46                                     | 49                                     | 50                                     | uit                                    |                                        |                                        |                                        |                                        |                                        |                                        |                                        |                                        |                                        |                                        |                                        |                                        |                                        |                                        |                                        |                                        |

### Ultratop 50 Vlaanderen
| Positie: | 23 | 19 | 10 | 15 | 17 | 17 | 20 | 19 | 20 | 26 | 28 | 29 | 26 | 28 | 28 | 37 | 38 | Uit |

### NPO Radio 2 Top 2000
Scared to Be Lonely stond alleen in 2018 in de NPO Radio 2 Top 2000, op plek 1471.